# Julio Velasco
Julio Velasco (La Plata, 9 februari 1952) is een voormalig volleyballer uit Argentinië, die na zijn actieve loopbaan het trainersvak instapte. Velasco is professioneel volleybalcoach en sportief beheerder.

## Teams als coach
- 1979-1981:  Ferro Carril Oeste
- 1981-1983:  Argentinië (assistent)
- 1983-1985:  Tre Valli Jesi
- 1985-1989:  Modena
- 1989-1996:  Italië
- 1996-1997:  Italië (vrouwen)
- 2001-2002:  Tsjechische Republiek
- 2002-2004:  Copra Piacenza
- 2004-2006:  Modena
- 2006-2008:  Gabeca Montichiari
- 2008-2010:  Spanje
- 2011-2014:  Iran
- 2014-2018:  Argentinië
- 2018-2019:  Modena